# Рахманова, Замира Алимурадовна
Замира Алимурадовна Рахманова (28 декабря 1985 год, Каспийск, Дагестанская АССР) — российская женщина-борец вольного стиля, Олимпийская чемпионка и Европы. Чемпионка мира

## Спортивная карьера
Выступала в весовой категории до 55 кг. Рост — 158 см.
Участница Олимпиады-2008.
В июне 2017 года объявила о завершении спортивной карьеры.

## Личная жизнь
По национальности — лезгинка, родом из села Кабир Курахского района Дагестана. В октябре 2012 года вышла замуж за бывшего борца и студента махачкалинского филиала МАДИ (ГТУ) Багаудина Магомедэминова — аварца по национальности, свадьба состоялась в Каспийске, на ней присутствовали известные российские борцы Наталья Воробьёва, Татьяна Самкова и Наталья Гольц. 11 сентября 2024 года в пятый раз стала мамой, родила дочку, которую назвали Фатима. Есть ещё два мальчика и две девочки.